# Thesaurus Logarithmorum Completus

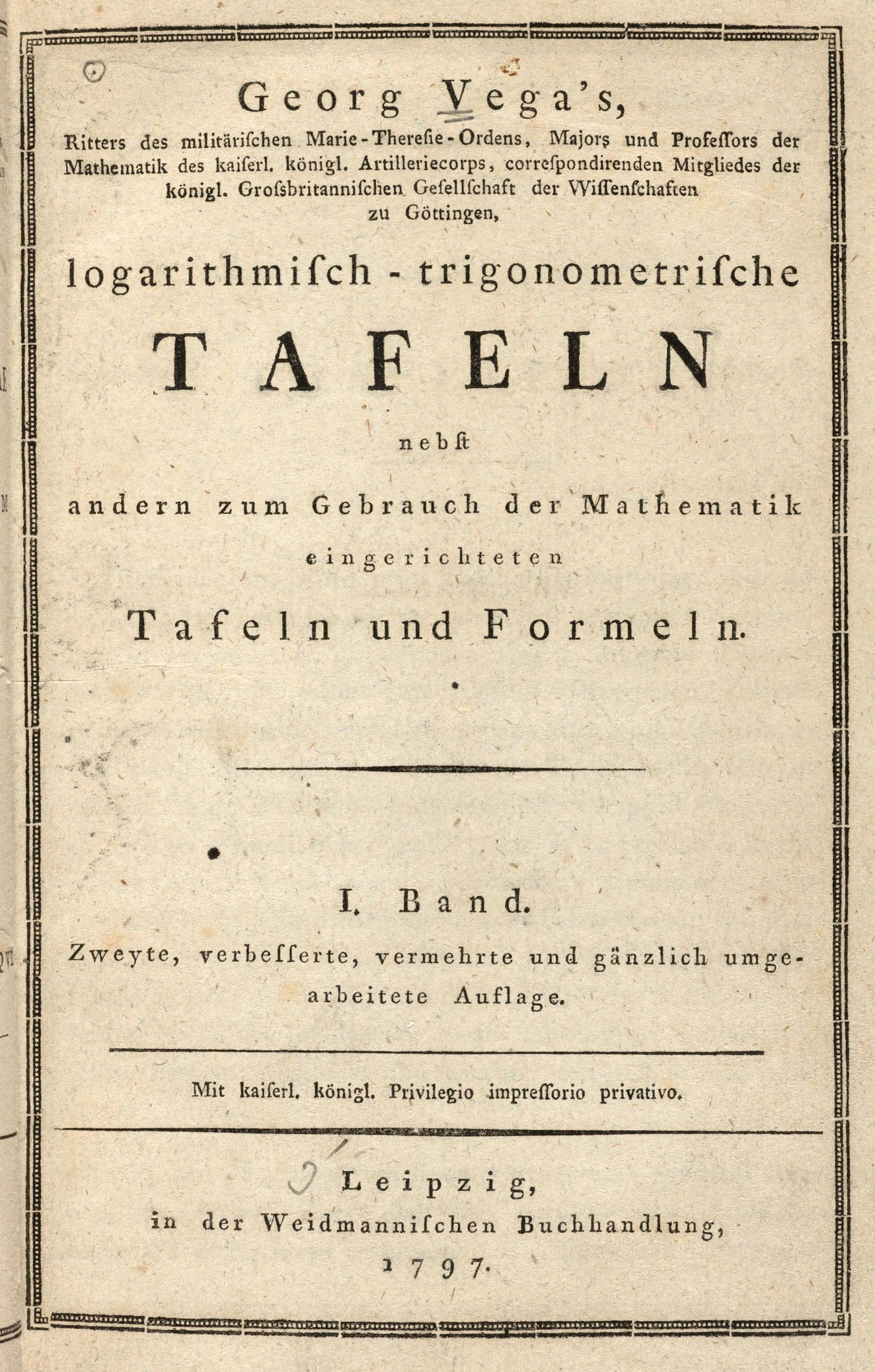
Logarithmisch-trigonometrische, 1797

Thesaurus Logarithmorum Completus, um livro de tábuas de logaritmos, foi a principal obra do matemático esloveno Georg von Vega. Foi publicado em 1794 em Leipzig. Sua 90ª edição foi publicada em 1924.